# Nebelhorn (Loferer Steinberge)
Das Nebelhorn ist ein Berg in den Loferer Steinbergen mit einer Höhe von 2056 m ü. A. nahe der Grenze zwischen Tirol und Salzburg.

## Lage und Umgebung
Das Nebelhorn liegt nordöstlich des Breithorns am Nordrand der Loferer Steinberge.

## Trivia
Das Nebelhorn und das rund 12 km entfernte Fellhorn weisen eine zufällige Namensgleichheit zu den Bergen Nebelhorn und Fellhorn in den Allgäuer Alpen auf, welche ebenfalls etwa 12 km voneinander entfernt liegen.